# Schistura reticulofasciata
Schistura reticulofasciata är en fiskart som först beskrevs av Singh och Banarescu 1982.  Schistura reticulofasciata ingår i släktet Schistura och familjen grönlingsfiskar. IUCN kategoriserar arten globalt som sårbar. Inga underarter finns listade i Catalogue of Life.